# El Sheriff King
El Sheriff King fue una serie de historietas creada por el guionista Víctor Mora, con el seudónimo Víctor Alcázar, y el dibujante Francisco Díaz  para la revista Pulgarcito de Editorial Bruguera en 1964. Otros muchos guionistas y dibujantes se encargarían de la serie hasta su terminación en 1980.
Se trata de una serie de grafismo realista y mensajes positivos, a la que los personajes secundarios (Dandy, Gordo, Nepomuceno, Celacanthus Peef y la tía Abigail) dan un toque humorístico.
En 1972, sus aventuras empezaron a recopilarse en álbumes monográficos en el seno de la "Colección Grandes Aventuras Juveniles" (1971), que compartía con otras series de grafismo realista de la casa: Astroman, Aventura en el fondo del mar, El Corsario de Hierro, Dani Futuro, Roldán sin Miedo y Supernova.
| Número     | Título                      | Publicación original                               | Recopilación |
| ---------- | --------------------------- | -------------------------------------------------- | ------------ |
| 1          | «En la sombra de "El Lobo"» | "Pulgarcito" número 1751 (23 de noviembre de 1964) | —            |
| Argumento: |                             |                                                    |              |